# Liste von Archiven
Folgende Liste führt Archivsparten unterschiedlicher Themenbereiche auf, wobei sie keinen Anspruch auf Vollständigkeit macht.

## Adelsarchive
- Deutsches Adelsarchiv
- Fürstlich Fürstenbergisches Archiv
- Fürstlich Leiningensches Archiv Amorbach
- Fürst Thurn und Taxis Zentralarchiv
- Schönfeldsches Adelsarchiv
- Vereinigte Westfälische Adelsarchive

## Europa
- Archive of European Integration
- Archivportal Europa
- Historisches Archiv der Europäischen Union
- Monasterium

## Filmarchive
- Anthology Film Archives
- Filmarchiv des DFF – Deutsches Filminstitut & Filmmuseum
- Filmarchiv des Bundesarchivs
- KAOS Kunst- und Video-Archiv
- Korean Film Archive
- National Film Archive of India
- National Film and Sound Archive
- Prelinger Archives

## Forschung
- Archiv der Max-Planck-Gesellschaft
- Geologen-Archiv
- Psychologiegeschichtliches Forschungsarchiv

## Frauenarchive
- Frauenarchiv Dortmund
- International Archive of Women in Architecture
- Jewish Women’s Archive
- Schwarze Witwe (Archiv)

## Geschichte
- Genossenschaftliches Archiv
- Osmanisches Archiv

Antike
- Apollonios-Archiv
- Aristoteles-Archiv
- Beazley Archive

Nationalsozialismus
- Archiv der Erinnerung
- Arolsen Archives
- Online-Archiv Zwangsarbeit 1939–1945
- Oral-History-Archive an der Freien Universität Berlin
- Visual History Archive

## Herbarium
- Internationales Baum-Archiv
- Virtuelles Herbarium

## Klima
- Klimaarchiv

## Kommunale Archive
- Liste kommunaler Archive

## Künstler
- Archiv der Akademie der Künste
- Archive Artist Publications
- Christian-Schad-Archiv
- Deutsches Kunstarchiv
- Ernst Ludwig Kirchner Archiv
- Gerhard Richter Archiv
- Grohmann-Archiv

## Landesarchive
Deutsche Bundesländer
- Hessisches Landesarchiv
- Landesarchiv Baden-Württemberg
- Landesarchiv Berlin
- Landesarchiv Nordrhein-Westfalen
- Landesarchivverwaltung Rheinland-Pfalz
- Landesarchiv Sachsen-Anhalt
- Landesarchiv Schleswig-Holstein
- Landesarchiv Thüringen
- Niedersächsisches Landesarchiv
- Staatsarchiv der Freien und Hansestadt Hamburg

Österreichische Bundesländer
- Siehe: Liste österreichischer Archive

## Linguistik
- Archiv für gesprochenes Deutsch